# Медаль Вооружённых сил «За доблесть» (Норвегия)
Медаль Вооружённых сил «За доблесть» – ведомственная награда Вооружённых сил Королевства Норвегия.

## История
Ведомственная медаль Вооружённых сил Норвегии «За доблесть» была учреждена 1 мая 1982 года с целью вознаграждения военного и гражданского персонала Вооружённых сил, которые продемонстрировали доблесть в опасных условиях, и тем самым смогли предотвратить угрозу жизни людей или нанесения материального ущерба, либо тех, кто проявил личное мужество сверх того, что могло потребоваться в силу исполнения должностных обязанностей в опасных условиях. Медаль присуждается от имени короля по рекомендации министра обороны.
В 2009 году была проведена наградная реформа в Вооружённых силах. Медаль Вооружённых сил «За доблесть» была разделена на два класса – добавлен класс с лавровой ветвью, вручаемый за мужество и отвагу в боевой ситуации.

## Описание
Медаль круглой формы диаметром 33 мм. из позолоченного серебра.
Аверс несёт на себе изображение норвежского льва в окружении лаврового венка.
На реверсе по окружности надписи, разделённые точками: вверху «FORSVARET», внизу – «FOR EDEL DÅD».
Медаль при помощи кольца крепится к ленте.
 Лента медали шёлковая, муаровая, красного цвета с тремя жёлтыми полосками 3 мм, отстающими друг от друга на 5 мм.
 При награждении за мужество и отвагу в боевой ситуации на ленту крепиться планка в виде золотой лавровой ветви.